# Le Cavalier miracle
Pour plus de détails, voir Fiche technique et Distribution.
Le Cavalier miracle (The Miracle Rider) est un film américain de serial en 15 épisodes de B. Reeves Eason et Armand Schaefer, sorti en 1935.

## Synopsis
Dans les années 1930 au Texas, Tom Morgan s’engage dans les Texas Rangers pour venger la mort de son père et défendre les droits des Indiens. Il doit lutter contre une bande de trafiquants qui tentent par tous les moyens de les faire fuir afin de s’approprier leur réserve dont le sol recèle un fort gisement de X.94, un puissant explosif.

## Fiche technique
- Titre original : The Miracle Rider
- Titre français : Le Cavalier miracle
- Réalisation : B. Reeves Eason et Armand Schaefer
- Scénario : Barney A. Sarecky, Wellyn Totman, Gerald Geraghty et John Rathmell
- Photographie : Ernest Miller et William Nobles
- Musique : Nem Herkan
- Production : Barney A. Sarecky, Nat Levine
- Pays d'origine : États-Unis
- Format : Noir et blanc - 1,37:1 - Mono
- Genre : western
- Durée : 306 minutes
- Date de sortie : 1935

## Distribution
- Tom Mix : Tom Morgan, Texas Ranger
- Joan Gale : Ruth
- Charles Middleton : Zaroff
- Robert Frazer : Chef Black Wing [Ch. 1]
- Niles Welch : Metzger
- Jason Robards Sr. : Carlton
- Bob Kortman : Longboat
- Edward Earle : Christopher Adams
- Edward Hearn : Emil Janss
- Tom London : Henchman Sewell
- Edmund Cobb : Henchman Vining
- Ernie Adams : John Stelter [Chs. 2-7]

Acteurs non crédités
- Richard Alexander : Buffalo Hunter [Ch. 1]
- Yakima Canutt : Indian Chief
- Horace B. Carpenter : Townsman [Ch. 6]
- Iron Eyes Cody : Indian
- Frank Ellis : Trapper [Ch. 1]
- Jack Mower : Buffalo Hunter dans le  Prologue
- Patrick H. O'Malley Jr. : Texas Ranger Captain Sam Morgan [Ch. 1]
- Jim Thorpe : Indian Warrior

## Liste des épisodes
1. Un indien disparaît (The Vanishing Indian)
2. L'oiseau de feu passe à l'offensive (The Firebird Strikes)
3. Le coutelas volant (The Flying Knife)
4. Course contre la mort (A Race with Death)
5. Dans la mire du double canon (Double Barreled Doom)
6. Sabots rugissants (Thundering Hoofs)
7. Opération coup de filet (The Dragnet)
8. Guérilla sanglante (Guerilla Warfare)
9. Le bracelet en argent (The Silver Road)
10. Signaux de fumée (Signal Fires)
11. Mort d'un traître (A Traitor Dies)
12. Dangereuse cavalcade (Danger Rides with Death)
13. Le secret du X-94 (The Secret of X-94)
14. Pris entre deux feux (Between Two Fires)
15. Justice des plaines (Justice Rides the Plains)